# Manès-Sperber-Preis
Der Manès-Sperber-Preis ist ein Literaturpreis, der von der Republik Österreich 1985 für hervorragende literarische Leistungen gestiftet wurde und alle zwei bis fünf Jahre verliehen wird. Aus Hochachtung vor seinem literarischen, psychologischen und gesellschaftspolitischen Werk wurde der Preis nach dem französisch-österreichischen Autor Manès Sperber (1905–1984) benannt. Die Verleihung des Preises erfolgt in Kooperation mit der Manès-Sperber-Gesellschaft. Für den Staat fungiert heute das Bundesministerium für Kunst, Kultur, öffentlichen Dienst und Sport als Stifter.
Der Preis ist mit Stand 2021 mit 8000 Euro dotiert. Das auszuzeichnende Werk muss entweder im Original deutschsprachig sein oder in repräsentativer Weise in deutscher Sprache vorliegen.
Der Preis entstand auf Initiative von Wissenschaftsminister Heinz Fischer und Unterrichtsminister Helmut Zilk und wurde ursprünglich von der Kunstsektion des Bundeskanzleramts verliehen.

## Preisträger
- 1985	Siegfried Lenz
- 1987	Claudio Magris
- 1989	Albert Drach
- 1990	György Konrád
- 1991	Ilse Aichinger
- 1992	Peter L. Berger
- 1993	Michael Köhlmeier
- 1996	Fritz Habeck
- 2000	Ruth Beckermann
- 2002	David Grossman
- 2005	Karl-Markus Gauß
- 2009  Péter Esterházy
- 2011  Jiří Gruša (posthum; an seine Witwe überreicht 26. Jänner 2012)
- 2013  Régis Debray
- 2015 Ilma Rakusa[1]
- 2017 Ágnes Heller[2][3]
- 2019 Dubravka Ugrešić
- 2021 Marica Bodrožić
- 2023 Dimitré Dinev
- 2025 Emine Sevgi Özdamar[4]